# Sydney Lohmann
Sydney Lohmann (Pürgen, Alemania; 19 de junio de 2000) es una futbolista alemana. Juega como mediocampista en el Manchester City de la Women's Super League de Inglaterra. Es internacional con la selección de Alemania.

## Estadísticas

### Clubes
| Club             | País       | Año             |
| ---------------- | ---------- | --------------- |
| Bayern de Múnich | Alemania   | 2016 - 2025     |
| Manchester City  | Inglaterra | 2025 - presente |

## Palmarés

### Títulos nacionales
| Título                         | Club          | País     | Año     |
| ------------------------------ | ------------- | -------- | ------- |
| Bundesliga Femenino            | Bayern Múnich | Alemania | 2020-21 |
| Bundesliga Femenino            | Bayern Múnich | Alemania | 2022-23 |
| Bundesliga Femenino            | Bayern Múnich | Alemania | 2023-24 |
| Supercopa de Alemania Femenino | Bayern Múnich | Alemania | 2024-25 |
| Bundesliga Femenino            | Bayern Múnich | Alemania | 2024-25 |
| DFB-Pokal Femenino             | Bayern Múnich | Alemania | 2024-25 |

### Títulos internacionales
| Título                    | Club                  | País            | Año     |
| ------------------------- | --------------------- | --------------- | ------- |
| Campeonato Europeo Sub-17 | Selección de Alemania | Bielorrusia     | 2015-16 |
| Campeonato Europeo Sub-17 | Selección de Alemania | República Checa | 2016-17 |

(*) Incluyendo la Selección